# Lo Mont d'Astarac
Lo Mont d'Astarac (en francès Mont-d'Astarac) és un municipi francès situat al departament del Gers i a la regió d'Occitània.

## Demografia
| 1962                                       | 1968 | 1975 | 1982 | 1990 | 1999 | 2006 |
| ------------------------------------------ | ---- | ---- | ---- | ---- | ---- | ---- |
| 132                                        | 122  | 107  | 112  | 103  | 102  | 96   |
| Des de 1962: població sense dobles comptes |      |      |      |      |      |      |

## Administració
| Període   | Identitat        | Partit |
| --------- | ---------------- | ------ |
| 2001-2008 | Daniel Larrieu   |        |
| 2008-     | Françoise Casale |        |